# Жакуи
Жакуи (порт. Jacuí) — муниципалитет в Бразилии, входит в штат Минас-Жерайс. Составная часть мезорегиона Юг и юго-запад штата Минас-Жерайс. Входит в экономико-статистический микрорегион Сан-Себастьян-ду-Параизу. Население составляет 7224 человека на 2007 год. Занимает площадь 409,738 км². Плотность населения — 19,4 чел./км².
Праздник города — 19 июля. 

## Статистика
- Валовой внутренний продукт на 2003 год составляет 27 774 055,00 реалов (данные: Бразильский институт географии и статистики).
- Валовой внутренний продукт на душу населения на 2003 год составляет 3607,96 реалов (данные: Бразильский институт географии и статистики).
- Индекс развития человеческого потенциала на 2000 год составляет 0,750 (данные: Программа развития ООН).